# Холм (селище, муніципальне утворення «Пінезьке»)
Холм (рос. Холм) — селище в Пінезькому районі Архангельської області Російської Федерації.
Населення становить 5 осіб. Входить до складу муніципального утворення Пинежське муніципальне утворення.

## Історія
Від 1937 року належить до Архангельської області.
Орган місцевого самоврядування від 2004 року — Пинежське муніципальне утворення.

## Населення
| 2002 | 2010 | 2012 |
| ---- | ---- | ---- |
| 11   | →11  | ↘5   |